# Hypomolis lymphasea
Hypomolis lymphasea är en fjärilsart som beskrevs av Paul Dognin 1892. Hypomolis lymphasea ingår i släktet Hypomolis och familjen björnspinnare. Inga underarter finns listade i Catalogue of Life.